# Marine Jaszwili
Marine Jaszwili (gruz. მარინე იაშვილი; trb. marine iaszwili; imię często podawane jako Marina; ur. 2 października 1932 w Tyflisie, zm. 9 lipca 2012 w Moskwie) – gruzińska, radziecka i rosyjska skrzypaczka i pedagog.

## Życiorys
Urodziła się w rodzinie Luarsaba Jaszwilego, gruzińskiego skrzypka i altowiolisty, późniejszego wieloletniego profesora lokalnego konserwatorium. Marine naukę gry na skrzypcach rozpoczęła w wieku sześciu lat. W wieku 9 lat zadebiutowała na scenie Teatru im. Rustawelego utworem de Bériota z orkiestrą symfoniczną pod dyrekcją Aleksandra Gauka. Dwa lata później już regularnie koncertowała. W czasie II wojny światowej dawała koncerty solowe dla wojsk na froncie, za co została uhonorowana Medalem za Obronę Kaukazu. Dawid Ojstrach, zachwycony grą nastoletniej Jaszwili, miał o niej powiedzieć: [t]a młoda skrzypaczka posiada wirtuozowskie uzdolnienia i barwny, artystyczny temperament. Uznana za cudowne dziecko, wkrótce wyjechała do Moskwy, gdzie kontynuowała naukę w tamtejszym konserwatorium pod okiem profesora Konstantina Mostrasa.
Jej pierwszym sukcesem międzynarodowym było zwycięstwo w Międzynarodowym Konkursie im. Jana Kubelíka w Pradze w 1949 roku. W 1952 zajęła III miejsce na pierwszym po wojnie Międzynarodowym Konkursie Skrzypcowym im. Henryka Wieniawskiego (ex aequo z Blanche Tarjus i Olgą Parchomienko). Pierwsze miejsce w tym konkursie zajął jej kolega z moskiewskiego konserwatorium, starszy o rok Igor Ojstrach. W 1955 została laureatką organizowanego w Brukseli Międzynarodowego Konkursu Muzycznego im. Królowej Elżbiety Belgijskiej.
Jako artystka przez pięć lat była dyrektorką artystyczną Orkiestry Kameralnej Gruzji, występowała także jako solistka z amsterdamskim Concertgebouw. Równolegle rozwijała działalność pedagogiczną. W 1957, jeszcze jako studentka, zaczęła uczyć w moskiewskim konserwatorium. Do 1966 prowadziła klasę skrzypiec. Na kolejne osiem lat (1966–1974) przeniosła się do Tbilisi, gdzie uczyła gry na skrzypcach w tamtejszym konserwatorium muzycznym. W 1975 wyjechała do Jugosławii, gdzie przez cztery lata wykładała w Akademii Sztuk w Nowym Sadzie. Na tej uczelni uzyskała w 1977 roku tytuł profesora. W 1980 powróciła na stałe do Moskwy, gdzie w 1983 objęła jedną z katedr skrzypiec. Pozostała aktywna zawodowo niemal do końca życia wspomagając w pracy dydaktycznej swoich następców na stanowiskach szefów katedr skrzypiec: prof. Eduarda Gracza (od 2007) i Sergieja Krawczenkę (od 2009). Prowadziła także klasy mistrzowskie w wielu krajach świata.
W roku 1986, 1996 i 2006 powracała do Polski jako jurorka kolejnych konkursów im. Wieniawskiego. W 2006 wraz z Idą Haendel i Wandą Wiłkomirską była także matką chrzestną nadania poznańskiemu Lotnisku Ławica imienia Henryka Wieniawskiego.
Zmarła 9 lipca 2012 roku w Moskwie.